# HD 152079
HD 152079 é uma estrela na constelação de Ara. Sua magnitude aparente é de 9,16, tornando-a invisível a olho nu. Medições de paralaxe mostram que está a uma distância de 287,4 anos-luz (88,1 parsecs) da Terra.

## Propriedades
Esta estrela é classificada com um tipo espectral de G6 V, o que significa que é uma estrela de classe G da sequência principal (anã amarela), assim como o Sol. Está cerca de meia magnitude acima da sequência principal, sendo maior e mais luminosa que o Sol, apesar de ter uma temperatura menor, de 5 726 K. Tem uma massa cerca de 10% maior que a massa solar, raio 15% maior que o solar, e uma luminosidade 30% superior à solar. Seu índice de atividade cromosférica é baixo e sua metalicidade, a abundância de elementos além de hidrogênio e hélio, é superior à solar, com uma abundância de ferro 45% superior à do Sol.

## Sistema planetário
Em 2010 foi publicada a descoberta de um planeta extrassolar ao redor de HD 152079, detectado a partir de variações periódicas na velocidade radial da estrela (espectroscopia Doppler). A estrela havia sido observada 15 vezes pelo espectrógrafo MIKE, montado no Telescópio Magalhães II, ao longo de um período de 5,7 anos, inferior ao período orbital do planeta, portanto a incerteza na solução orbital ainda era grande. Em 2017 foi publicada uma solução orbital atualizada, criada a partir de 50 observações da estrela pelos espectrógrafos CORALIE, HARPS e MIKE no período de 2003 a 2014, aumentando consideravelmente a precisão dos parâmetros do planeta.
O planeta, HD 152079 b, é um gigante gasoso massivo com uma massa mínima de 2,18 vezes a massa de Júpiter. Sua órbita ao redor de HD 152079 é excêntrica e tem um período de cerca de 2900 dias (7,94 anos). O planeta está a uma distância média de 4 UA da estrela. Uma pesquisa em busca de potenciais alvos para trânsito calculou que a probabilidade do planeta possuir inclinação maior que 80° é de 34%.
| Planeta | Massa           | Semieixo maior (UA) | Período orbital (dias) | Excentricidade |
| ------- | --------------- | ------------------- | ---------------------- | -------------- |
| b       | >2,18 ± 0,17 MJ | 3,98 ± 0,15         | 2899 ± 52              | 0,52 ± 0,02    |